# Гоулд Хил (Колорадо)
Гоулд Хил (енгл. Gold Hill) насељено је место без административног статуса у америчкој савезној држави Колорадо.

## Демографија
По попису из 2010. године број становника је 230, што је 20 (9,5%) становника више него 2000. године.
| Група             | 2000.       | 2010.       |
| Белци             | 182 (86,7%) | 215 (93,5%) |
| Афроамериканци    | 1 (0,5%)    | 0 (0,0%)    |
| Азијати           | 4 (1,9%)    | 1 (0,4%)    |
| Хиспаноамериканци | 16 (7,6%)   | 9 (3,9%)    |
| Укупно            | 210         | 230         |